# Убийство-самоубийство
Убийство-самоубийство — совмещение убийства и самоубийства, когда лицо убивает одного или нескольких человек, после чего кончает жизнь самоубийством.

## Причины
По словам психиатров, как правило, есть одна из двух причин, по которым происходит убийство-самоубийство:
- нежелание самоубийцы умирать одному;
- безысходность убийцы (страх перед наказанием, нежелание жить дальше) после убийства им одного либо нескольких лиц[1].

В 92 % случаев «убийство-самоубийство» совершают мужчины. В большинстве случаев этому предшествует длительный период потери интереса к жизни и депрессия либо какой-то сильный эмоциональный удар, связанный, как правило, с личными проблемами (потеря хорошей работы, развод, смерть кого-либо из близких и дорогих людей).
В год в США на «убийства-самоубийства» приходятся от 1000 до 1500 смертей. Для сравнения, в США ежегодно случается 38 000 самоубийств и 16 000 убийств.
В основном (89 %) жертвами становятся члены семьи или просто близкие люди. Лишь 11 % жертв приходится на начальников, личных врагов и прочих. В 90 % случаев «убийство-самоубийство» совершается с помощью стрелкового оружия.

## В массовой культуре
- Рассказ Михаила Шолохова «Родинка» (1924).
- Роман Рекса Стаута «Фер-де-Ланс» (1934).
- Рассказ Жоржа Сименона «Баржа с двумя повешенными[фр.]» (1936).
- Роман Агаты Кристи «Смерть на Ниле» (1937) (одноимённая экранизация в 1978 году).
- Роман Агаты Кристи «Слоны умеют помнить» (1972).
- Х/ф. «Побег» (2005).
- Д/ф. «Танец с ножами» из цикла «Вне закона» (2007).